# Eziom-Geber

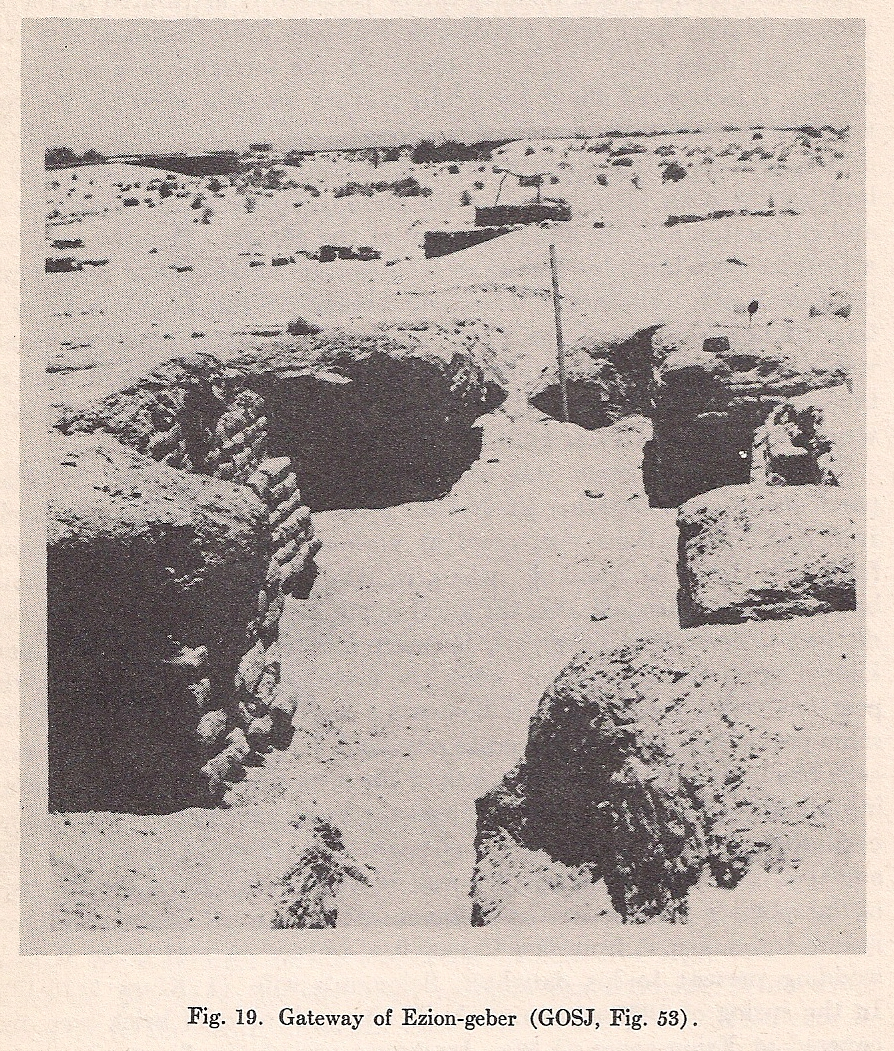
Portal de Eziom-Geber

Eziom-Geber é uma cidade bíblica mencionada como lugar dum acampamento israelita perto do fim dos 40 anos que a nação passou no deserto. Tanto Eilat como Eziom-Geber são em outros lugares indicados como situados à cabeceira do golfo de Acaba, o braço noroeste do Mar Vermelho.